# الانتخابات الفرعية شمال شروبشير 2021
الانتخابات الفرعية شمال شروبشير 2021 أُجريت انتخابات فرعية لدائرة مجلس العموم في شمال شروبشير في 16 ديسمبر 2021. نتجت عن استقالة عضو البرلمان المحافظ أوين باترسون في 5 نوفمبر 2021. وفاز في الانتخابات الفرعية هيلين مورغان بنسبة 34٪، وانتقل المقعد من حزب المحافظين إلى الديمقراطيين الأحرار.
كان هذا ثاني مكسب للحزب من المحافظين منذ الانتخابات العامة لعام 2019 بعد فوزهم في تشيشام وأمرشام في يونيو 2021.

## النتائج
فازت المرشحة الديموقراطية الليبرالية هيلين مورغان في الانتخابات بأغلبية 5.925 صوت، مما يشير إلى تأرجح قدره 34.2 نقطة مئوية. كان هذا التأرجح سابع أكبر تأرجح في تاريخ الانتخابات الفرعية في المملكة المتحدة، وثاني أكبر تأرجح من حزب المحافظين إلى الديمقراطيين الليبراليين أو أسلافهم (الحزب الليبرالي والحزب الديمقراطي الاشتراكي - التحالف الليبرالي) في انتخابات فرعية منذ عام 1945، وراء الانتخابات الفرعية في كرايستشيرش عام 1993 فقط. كانت أيضًا المرة الأولى التي يفوز فيها غير محافظ بالمقعد منذ ألان هيوود برايت في عام 1904 عندما تم تسمية الدائرة الانتخابية أوسويستري.
مجموع أصوات يولاند كينوارد البالغ 3 أصوات هو أقل عدد من الأصوات التي تم اقتراعها من قبل مرشح في انتخابات فرعية منذ عام 1918، متجاوزًا الرقم القياسي السابق المنخفض البالغ 5 الذي حدده أربعة مرشحين (بيل بواكس ، وكايلاش تريفيدي).